# Distichophyllum denticulatum
Distichophyllum denticulatum är en bladmossart som beskrevs av Hugh Neville Dixon 1935. Distichophyllum denticulatum ingår i släktet Distichophyllum och familjen Hookeriaceae. Inga underarter finns listade i Catalogue of Life.